# Синюха ползучая
Синюха ползучая (лат. Polemonium reptans) — вид цветковых растений рода Синюха (Polemonium) родом из восточной части Северной Америки. Некоторые источники не признают выделения этого вида.

## Ботаническое описание

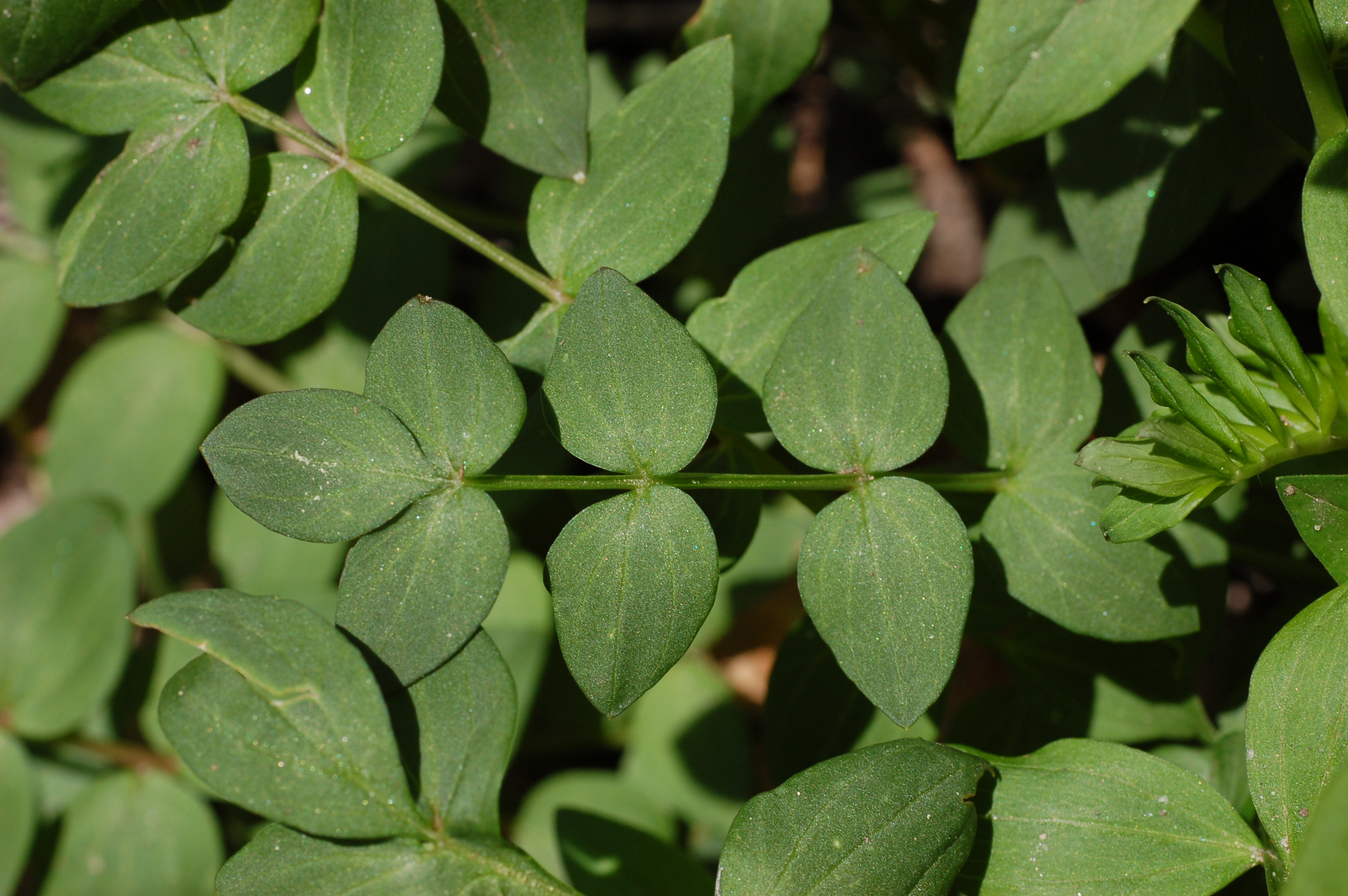
Листья

Многолетнее травянистое растение высотой до 50 см с перистыми листьями до 20 см длиной, состоящими из 5—13 листочков. Цветки от голубого до фиолетового цвета, с пятилопастным венчиком длиной до 1,3 см.

## Распространение и местообитание
Как правило, произрастает во влажных густых лесах, нередко по берегам рек. Ареал простирается от Миннесоты до Нью-Гэмпшира на севере и от Джорджии до Миссисипи на юге. Вид наиболее многочисленнен к западу от гор Аппалачи.

## Хозяйственное значение и применение
Выращивается как декоративное садовое растение.
Растение применяется и в лечебных целях. Осенью корни собирают и сушат. Они имеют слегка горьковатый и едкий вкус. Используется для лечения кашля, простуды, лихорадки, бронхита, ларингита, туберкулеза. Она также применяется наружно в случаях различных укусов.